# Grabkomplex von Xanəgah

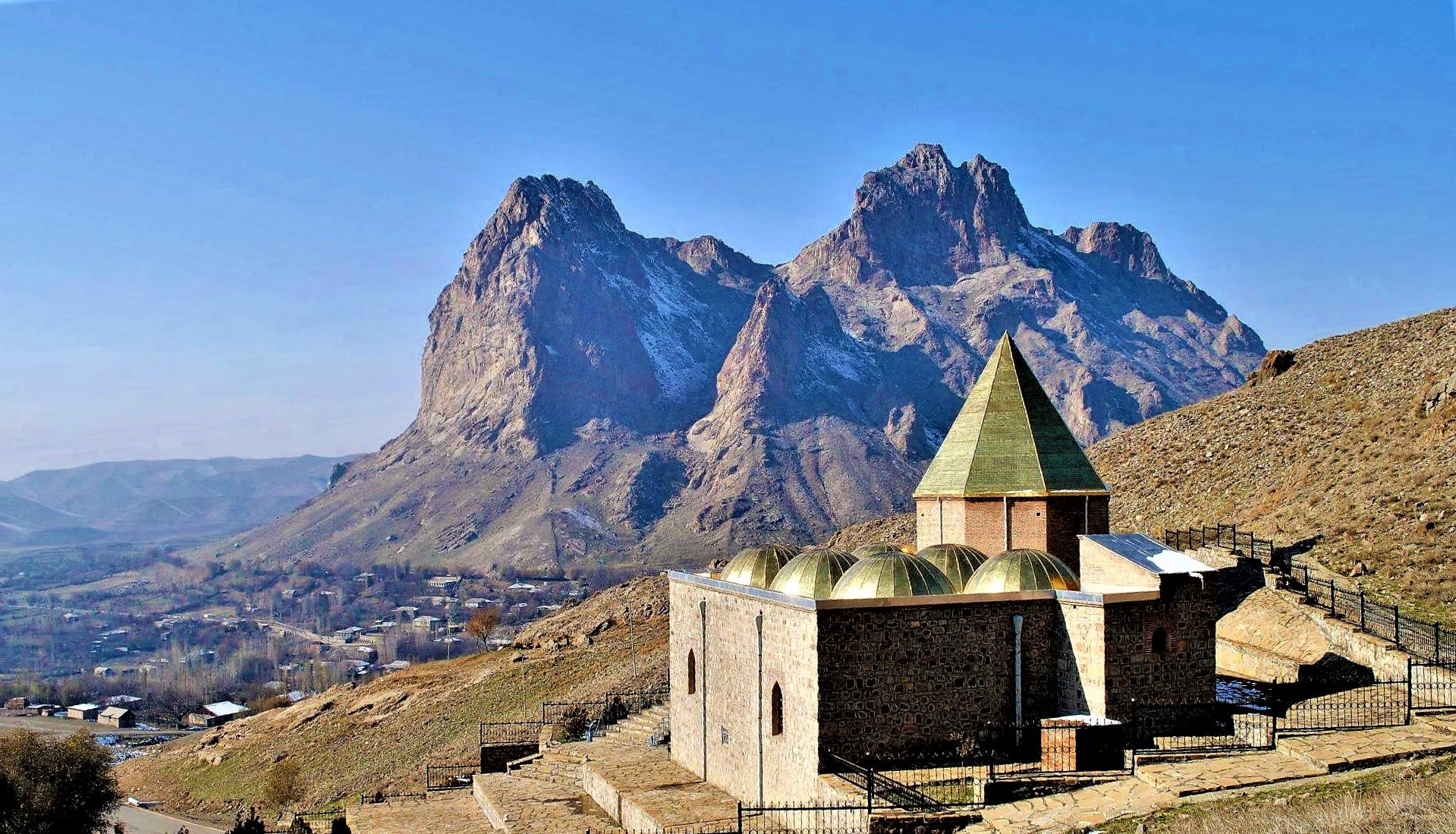
Grabkomplex von Xanəgah

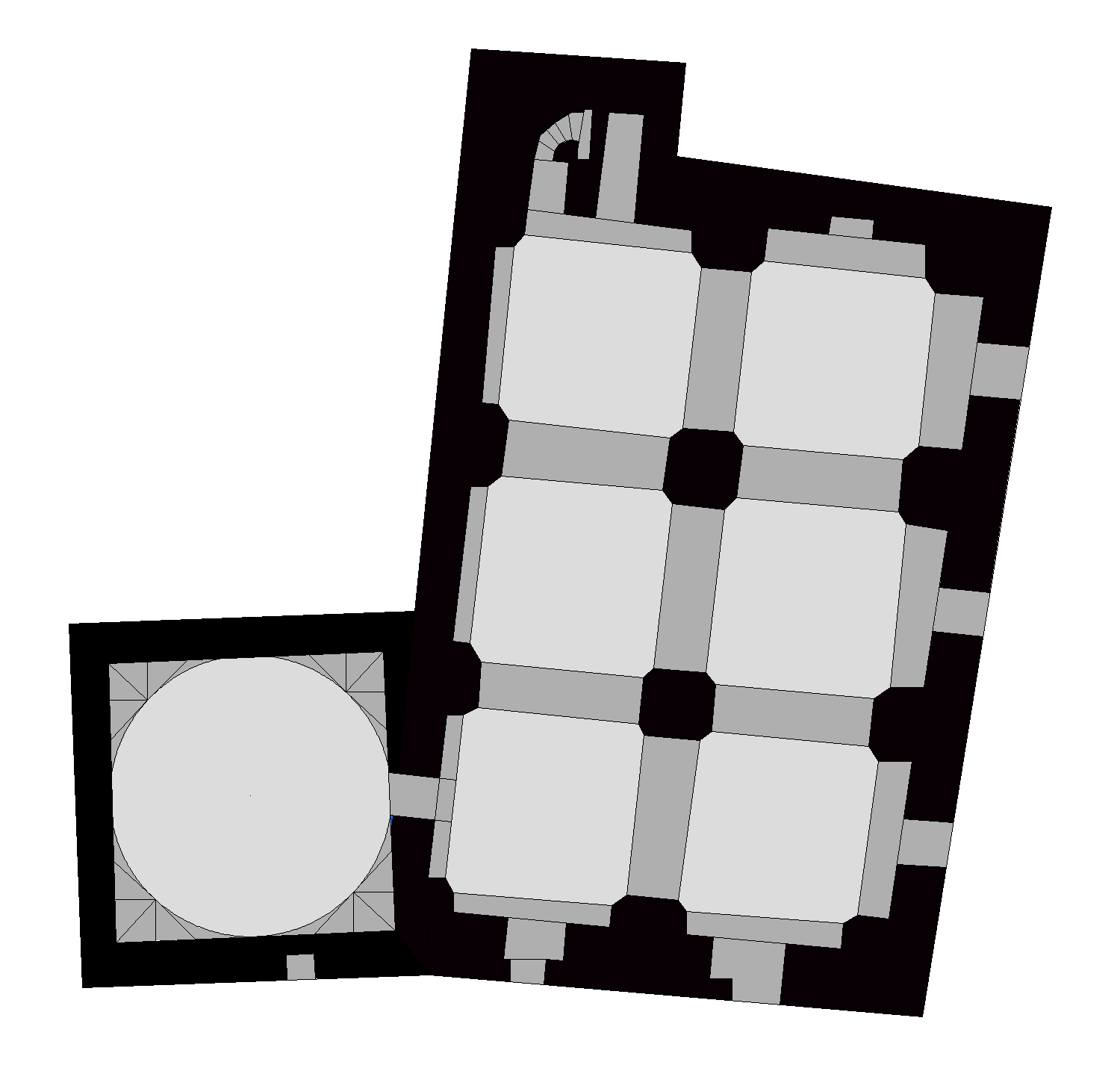
Grundriss der Anlage

Der sogenannte Grabkomplex von Xanəgah ist ein kleiner Mausoleum-Chanegah-Komplex in Nachitschewan. Es steht am Ufer des Flusses Alindscha bei der Ortschaft Xanəgah (Chanägah) und diente wohl einem Sufi-Scheich – vielleicht Faslullah Naimi Täbrisi – als letzte Ruhestätte. 
Die (laut einer Inschrift) zumindest in Teilen von einem Chodscha namens Dschamal ad-Din errichtete Anlage besteht aus einem wohl ins 12. oder 13. Jahrhundert datierenden Hauptbau und einem würfelförmigen Anbau aus dem 15. Jahrhundert. Im Stil der Nachitschewaner Schule gehalten wurde das Mausoleum aus hellen Ziegeln gebaut, besitzt einen viereckigen Grundriss und geht nach oben zunächst in ein Achteck, dann in ein Sechzehneck über und wird schließlich von einer Kuppel gekrönt.
Im Erdgeschoss befindet sich eine Gebetsnische, die mit Arabesken und Pflanzenmotiven verziert ist, darunter liegt die Grabkammer. Im Dekor mit türkisfarbenen Kacheln und Mustern ähnelt das Gebäude dem Momine-Chatun-Mausoleum. 